# Job 5
Job 5 es el cuarto capítulo del Libro de Job en la Biblia hebrea o el Antiguo Testamento del cristianismo . El libro es anónimo; la mayoría de los estudiosos creen que fue escrito alrededor del siglo VI a. C. Este capítulo pertenece al prólogo del libro, que comprende Job 1:1-2:13.

## Texto
El texto original está escrito en lengua hebrea. Este capítulo se divide en 27 versículos.

### Testimonios textuales
Algunos manuscritos antiguos que contienen el texto de este capítulo en hebreo pertenecen al texto masorético, que incluye el Códice de Alepo (siglo X) y el Codex Leningradensis (1008).
También existe una traducción al griego koiné conocida como la Septuaginta, realizada en los últimos siglos antes de Cristo; algunos manuscritos antiguos que se conservan de esta versión incluyen el Codex Vaticanus (B; {\displaystyle {\mathfrak {G}}}B; siglo IV), el Codex Sinaiticus (S; BHK: {\displaystyle {\mathfrak {G}}}S; siglo IV) y el Codex Alexandrinus (A; {\displaystyle {\mathfrak {G}}}A; siglo V).

## Análisis
La estructura del libro es la siguiente:
- El prólogo (capítulos 1-2)
- El diálogo (capítulos 3-31)
- Los veredictos (32:1-42:6)
- El epílogo (42:7-17)

Dentro de la estructura, el capítulo 5 se agrupa en la sección Diálogo con el siguiente esquema:
- La maldición y el lamento de Job (3:1-26)
- Primera ronda (4:1-14:22)
  - Elifaz (4:1–5:27)
    - Introducción (4:1-6)
    - Resumen de la retribución (4:7-11)
    - La visión de Elifaz y sus implicaciones (4:12-21)
    - La experiencia del necio (5:1-7)
    - Encomienda tu causa a Dios, que es activo (5:8-16)
    - Dios recompensará a los justos (5:17-27)

  - Job (6:1–7:21)
  - Bildad (8:1–22)
  - Job (9:1–10:22)
  - Zofar (11:1–20)
  - Job (12:1–14:22)
- Segunda ronda (15:1–21:34)
- Tercera ronda (22:1–27:23)
- Interludio: poema sobre la sabiduría (28:1-28)
- Resumen de Job (29:1-31:40)

La sección del diálogo está compuesta en formato poético, con una sintaxis y una gramática distintivas. El primer discurso de Elifaz en capítulos 4 y 5 se puede dividir en tres secciones principales:
- Job 4:1-11: Elifaz se pregunta cómo es posible que Job haya caído en tal desesperación, a pesar de haber consolado a tantas personas en apuros y de haber sido tan piadoso, por lo que acusa a Job de olvidar la gran verdad de que los justos nunca perecen bajo la aflicción, sino que la calamidad solo destruye a los malvados.
- Job 4:12-5:7: Elifaz intenta advertir a Job que no se queje contra Dios, porque solo los impíos se resienten de los designios de Dios y, con su impaciencia, atraen su ira sobre ellos.
- Job 5:8-27: Elifaz exhorta a Job a seguir un camino diferente, a buscar a Dios, porque Dios solo castiga para sanar o corregir, para atraer a las personas hacia sí mismo y alejarlas del mal.[12]

## Comentarios

### De la Iglesia católica

#### Al versículo 3
La segunda parte de este versículo puede parecer, a primera vista, una interrupción abrupta del razonamiento. Por eso, algunos intérpretes han intentado adaptar el texto proponiendo traducciones más lineales, como: «Y pronto vi en ruinas su casa». Sin embargo, tanto el hebreo original como las versiones antiguas —griega y latina— mantienen una fórmula que ha de entenderse en su forma tradicional.
Elifaz, al observar que el malvado (a quien también llama necio) prospera y parece establecerse con firmeza, se ve impulsado a pronunciar una maldición. Esta reacción nace de la convicción, compartida por los sabios, de que ese éxito es engañoso y pasajero. La prosperidad del impío no tiene fundamento duradero. Así, tras su condena, el destino del necio se desploma: su familia y sus bienes desaparecen, como se describe poco después (cf. Job 5,4-7). El discurso refleja la visión tradicional según la cual la justicia divina, tarde o temprano, se manifiesta deshaciendo los logros del injusto.

#### A los versículos 9-13
Elifaz contempla las obras de Dios en la naturaleza como signos de su justicia: la lluvia, que beneficia a los pobres (vv. 9-11), y la confusión de los supuestos sabios que actúan con maldad (vv. 12-13). A partir de ahí, desarrolla su razonamiento: si Job sufre, debe ser porque ha pecado. Según su lógica, el dolor es castigo divino, y tarde o temprano los hechos revelarán su culpa.
Este modo de pensar refleja una sabiduría basada en esquemas rígidos de causa y efecto, donde el sufrimiento solo puede explicarse como consecuencia del pecado. Pero frente a esta visión limitada, el apóstol Pablo ofrece una clave distinta. En 1 Corintios 1,27 afirma que Dios ha elegido la necedad del mundo para confundir a los sabios. Así propone una sabiduría que no se basa en el orgullo del razonamiento humano, sino en la paradoja de la Cruz. En lugar de condenar al que sufre, Pablo reconoce en el sufrimiento —como el de Cristo— una vía hacia la sabiduría y la redención. Es la sabiduría del humilde que se abre a la lógica de Dios, muy distinta de la del que se cree justo por su propia razón.

La razón no puede vaciar el misterio de amor que la Cruz representa, mientras que ésta puede dar a la razón la respuesta última que busca. No es la sabiduría de las palabras, sino la Palabra de la sabiduría lo que San Pablo pone como criterio de verdad y, a la vez, de salvación.

#### Al versículo 17
La bienaventuranza expresada por Elifaz refleja una idea extendida entre los sabios: el sufrimiento puede ser una corrección pedagógica de parte de Dios. Esta visión, aunque válida en sí misma, resulta limitada en el contexto del diálogo con Job. Al presentarla, Elifaz da por hecho que Job ha cometido alguna falta que necesita ser corregida, y que su dolor es un medio para enmendarla.
Sin embargo, Job no se reconoce culpable de ningún delito que justifique tal castigo. Por eso, aunque la idea de una corrección divina puede tener valor general, en su caso no aporta consuelo ni respuesta. Su experiencia desafía ese esquema y pone en evidencia que el sufrimiento no siempre se puede explicar como resultado de una falta personal. Así, la intervención de Elifaz, aunque bien intencionada, no alcanza la profundidad del conflicto que Job vive.

## Elifaz: La experiencia del necio (5:1–7)
En esta sección, Elifaz responde directamente a Job en relación con su petición de que alguien le responda. Elifaz compara las experiencias actuales de Job con las de personas que serían lo contrario de los «sabios» (insinuando que Job es un necio), ya que estas calamidades se consideran generalmente el destino de los malvados, según la teología clásica de la retribución.
Elifaz apela a las obvias ideas encapsuladas en refranes proverbiales (4:8, «los que aran la iniquidad y siembran problemas cosechan lo mismo»; 5:2, «Ciertamente la aflicción mata al necio, y la envidia mata al simple»).

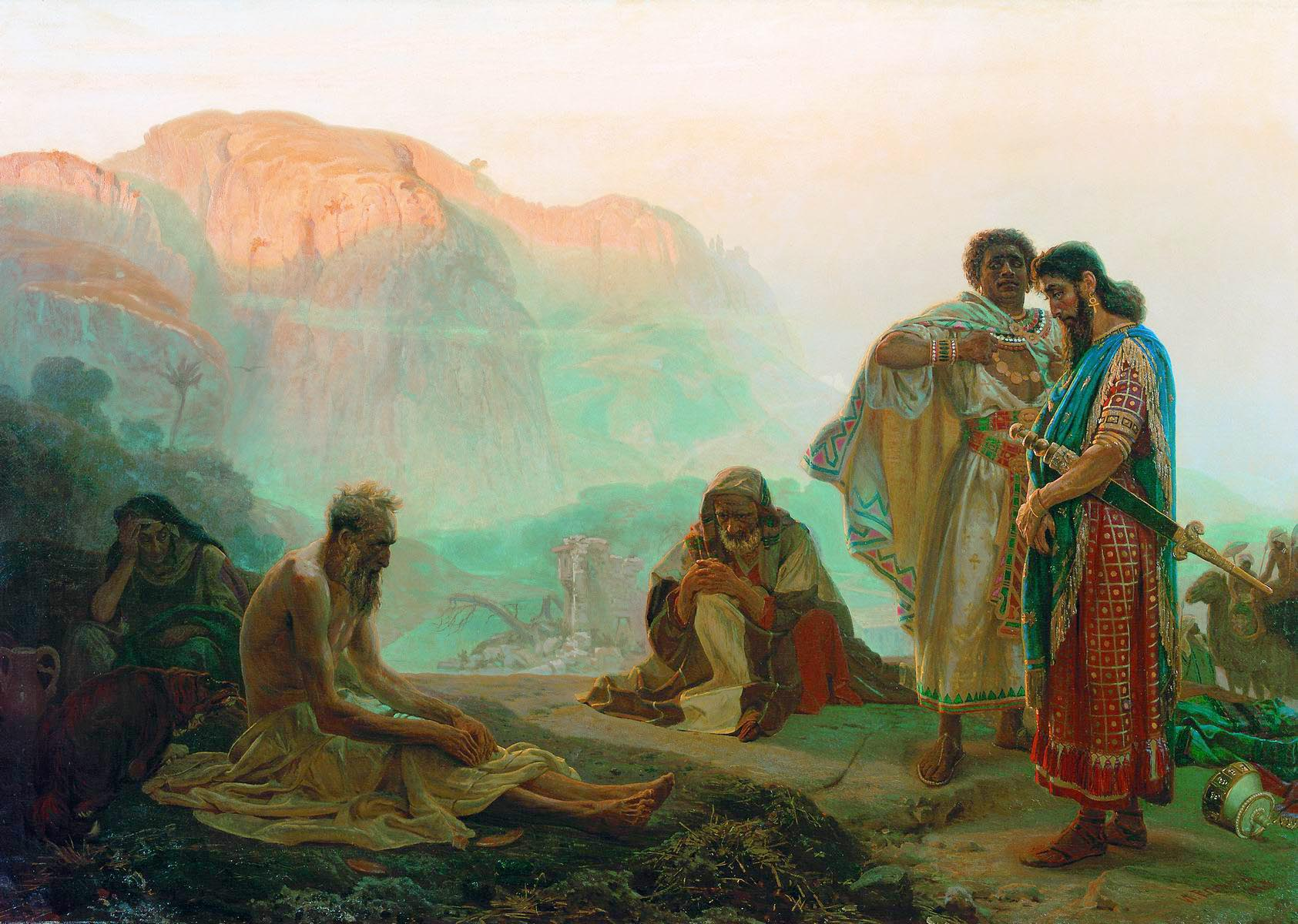
Job y sus amigos

### Versículo 1
[Elifaz dijo:] Clama ahora;
¿Hay alguien que te responda?
¿Y a cuál de los santos te volverás?
- «Santos»: se traduce en griego Septuaginta como «ángeles santos» (cf. Job 1:6; 2:1; 4:18).[20][21]

Job responde más tarde que desea «que un mediador como ese presente su caso ante Dios» (Job 9:33; 16:19-21).

## Elifaz sugiere encomendar la causa a Dios, que recompensará a los justos (5:8-27)
Esta sección se puede dividir en tres partes: versículos 8-16, versículos 17-26 y versículo 27, que constituye la conclusión del primer discurso de Elifaz. El versículo 8 inicia un nuevo tema con una «fuerte adversativa» «En cuanto a mí» (o «Pero yo») para elogiar la solución de Job de «poner su asunto» (o «encomiar su causa») en manos de Dios. Irónicamente, en todo el libro, solo Job habla con Dios, mientras que todos los demás se limitan a «pontificar sobre Dios». La última afirmación de esta primera parte (versículo 16) enfatiza de nuevo el aspecto negativo de la justicia retributiva con «una declaración de que la injusticia ha cerrado su boca». La siguiente parte (versículos 17-26) trata de Dios actuando en «reprender» y «disciplinar», enfatizando el aspecto positivo de la doctrina de la retribución, que los justos serán recompensados. Elifaz sugiere que «la única tarea de Job era aplicar las enseñanzas tradicionales a sí mismo, no persistir en su protesta» (versículo 27); es el clímax del primer discurso de Elifaz.

### Versículo 17
[Elifaz dijo:] He aquí, bienaventurado el hombre a quien Dios reprende;
por tanto, no desprecies la disciplina del Todopoderoso.
- «Bienaventurado»: frase sabia que se utiliza, entre otros, en el Salmo 1:1.[27]
- «Todopoderoso»: traducido de la palabra Shaddai; esta es la primera de las 31 apariciones en el Libro de Job.[27][28]

A pesar de su visión en Job 4:17, Elifaz presenta una opinión errónea en 5:17 sobre la visión disciplinaria del sufrimiento (que más tarde será corregida por Eliú), porque el sufrimiento de Job no se debe a la disciplina de Dios.